# 黑色膠鬚藻
黑色膠鬚藻（學名：Rivularia atra）是膠鬚藻屬的一個物種。

## 分佈
本物種見臺灣及加拿大大西洋海岸新不倫瑞克省和新斯科舍省之間的芬迪灣。

## 變種或形式
本物種有下列各變種或形式：
- Rivularia atra f. hemisphaerica (Bornet & Flahault) Kossinskaja（不確定）
- Rivularia atra var. confluens Bornet, 1892